# Fredsmonumentet i Hiroshima
Fredsmonumentet i Hiroshima, av japanerna kallat Genbaku Dome (原爆ドーム), ligger i Hiroshima, Japan och blev 1996 uppsatt på Unescos världsarvslista.
Byggnaden med kupol ritades av den tjeckiska arkitekten Jan Letzel. Den stod klar i april 1915 och fick namnet Hiroshima Prefectural Commercial Exhibition HMI. Formella invigningen genomfördes i augusti samma år. 1921 ändrades namnet till Hiroshima Prefectural Products Exhibition Hall och igen 1933 till Hiroshima Prefectural Industrial Promotion Hall.
Den 6 augusti 1945 släppte USA en atombomb över staden nästan alldeles över byggnaden (hypocentrum låg 150 meter bort) och det var de närmaste byggnaderna som stod emot explosionen bäst. Byggnaden har bevarats i samma skick som direkt efter bombningen och fungerar nu som en påminnelse över kärnvapnens förfärliga förstörelsekraft och som en symbol för ett hopp om världsfred och total kärnvapennedrustning.
Åren 1950 till 1964 anlades Hiroshimas fredspark runt byggnaden. År 1966 antog Hiroshimas kommunfullmäktige en resolution om att permanent bevara kupolbyggnaden som är parkens främsta landmärke. Ombyggnader av ruinen, med syfte att säkerställa strukturens stabilitet, har varit minimala.

## Galleri

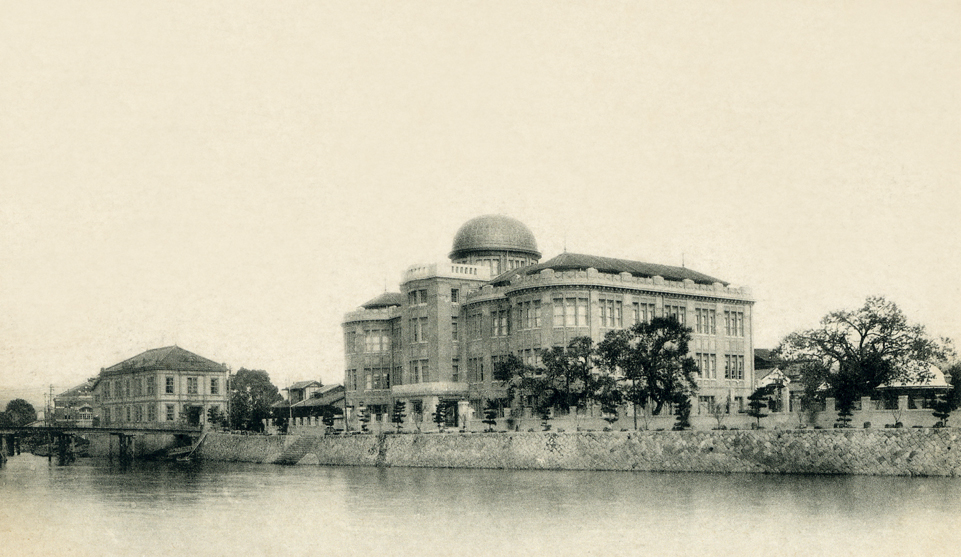
Visningshallen med dess ursprungliga utseende (1921–1933)
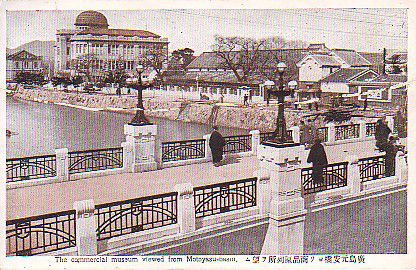
Visningshallen, bild från Motoyasu Bridge (1921–1933)
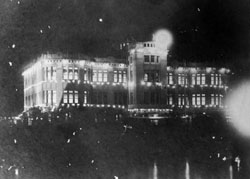
Nattbild, 1921
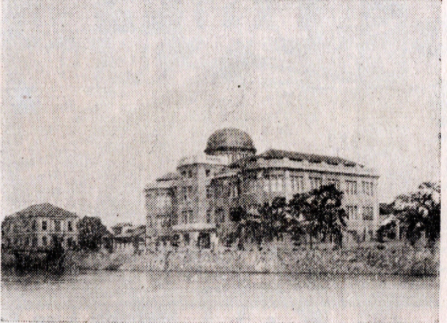
Bild från mars 1929
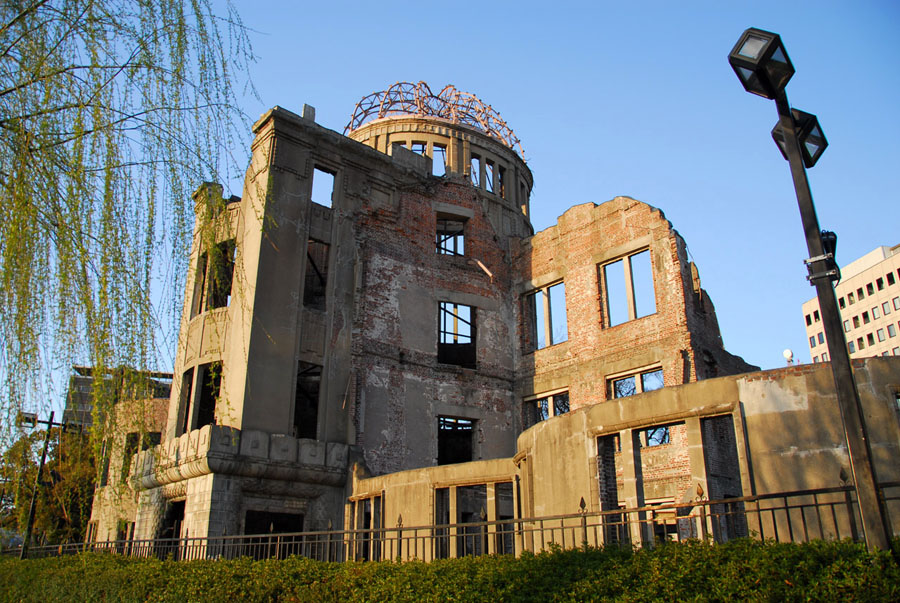
Gambaku Dome, bild från den sydvästra sidan
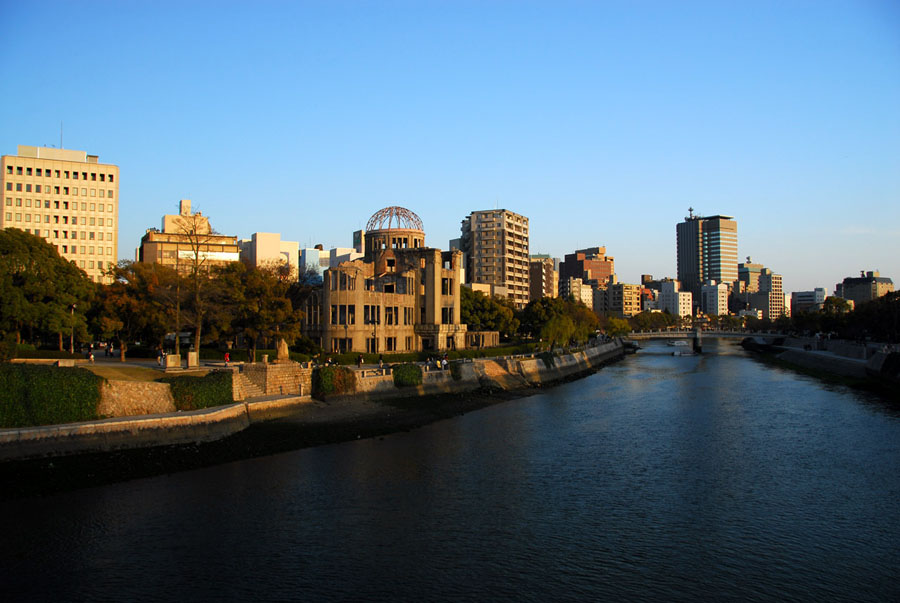
Kupolen, sedd från Aioi Bridge
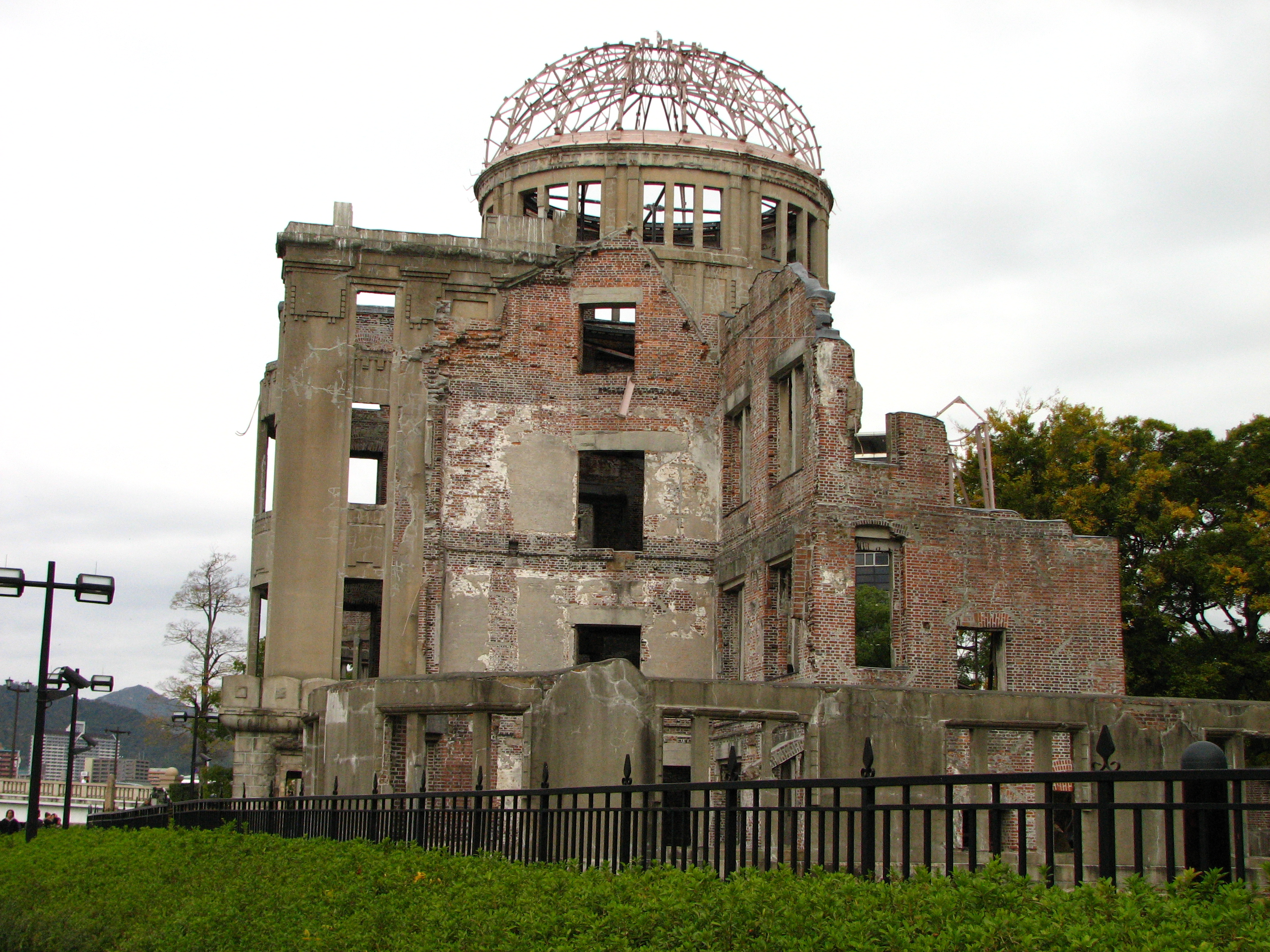
Fredsmonumentet, sett från sidan
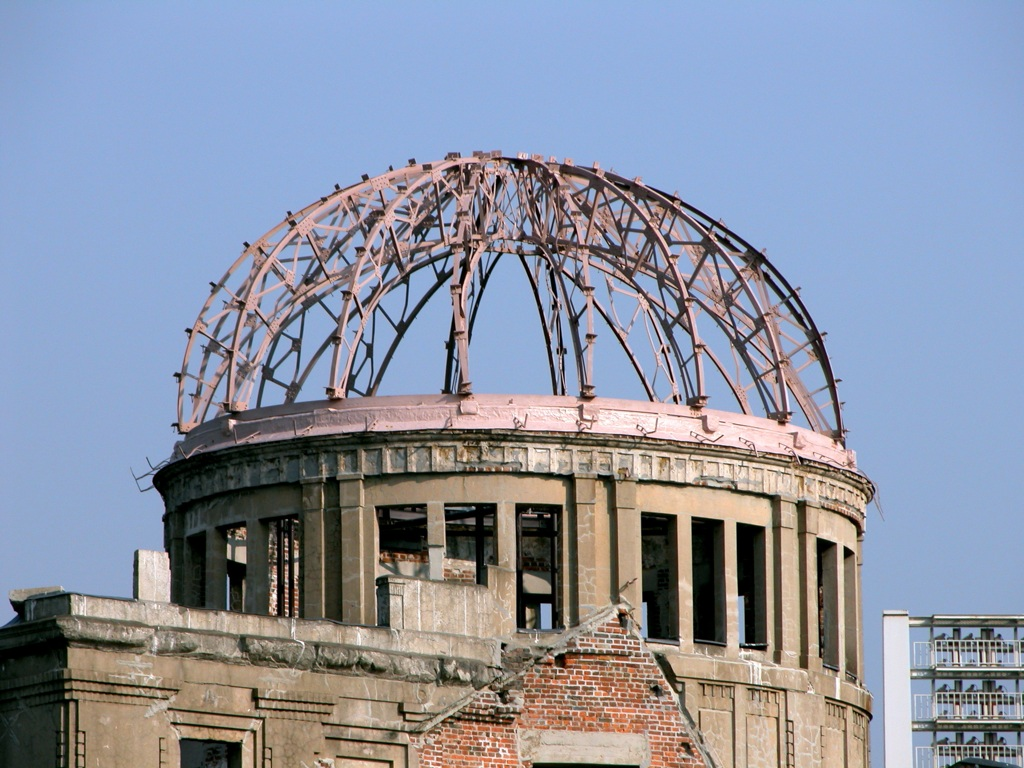
Närbild av monumentet
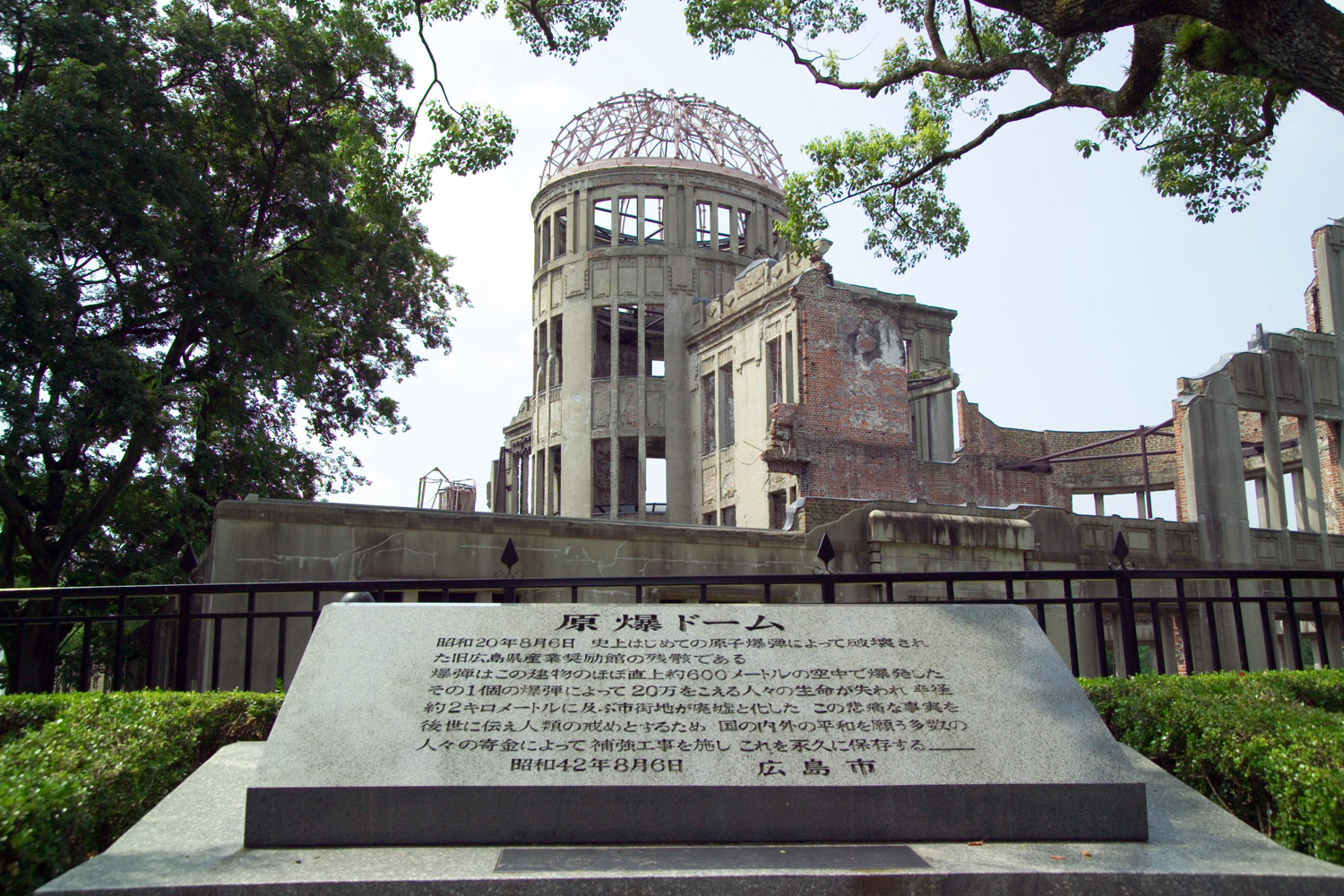
Monumentet med minnesplakett
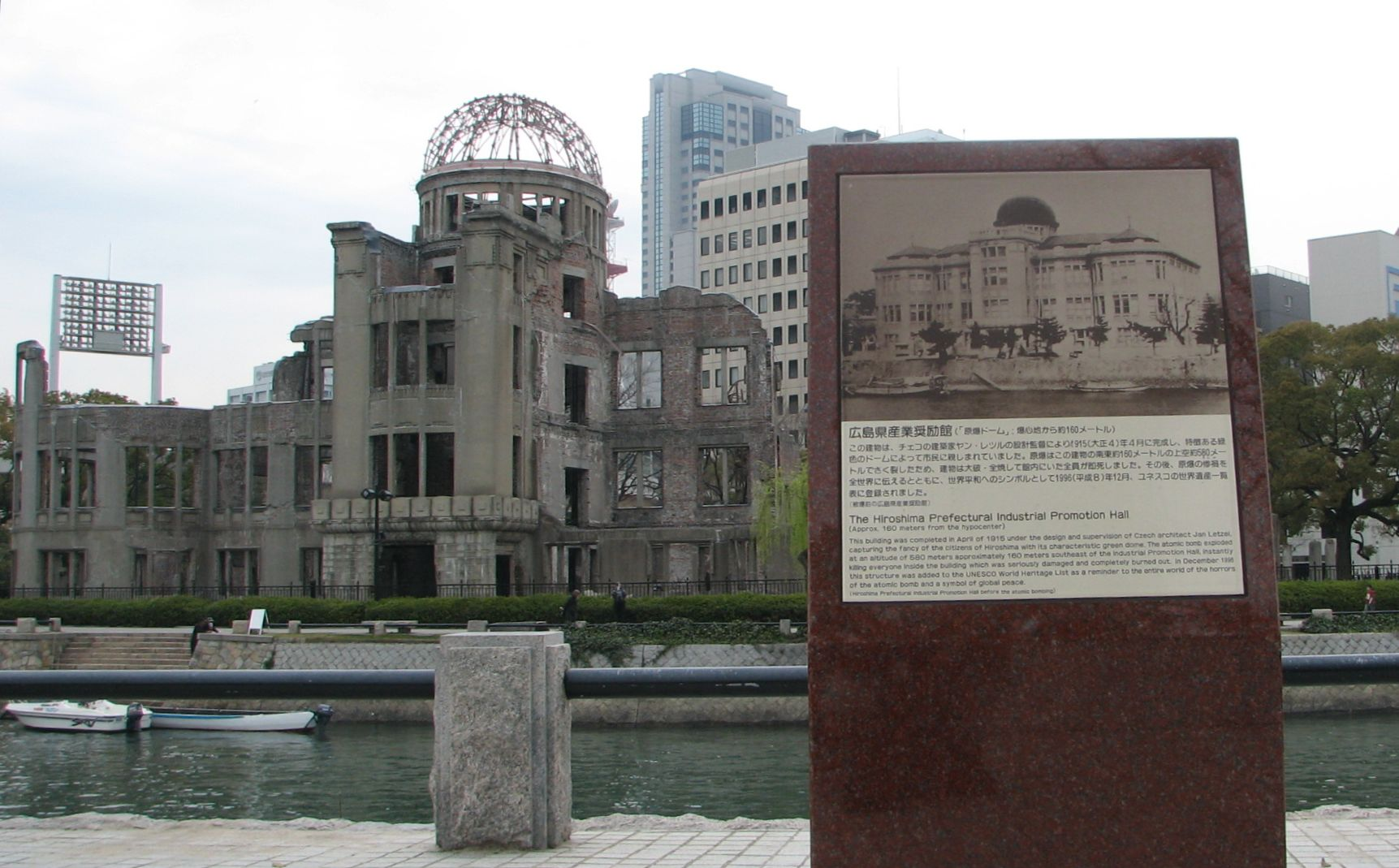
Fredskupolen, då och nu
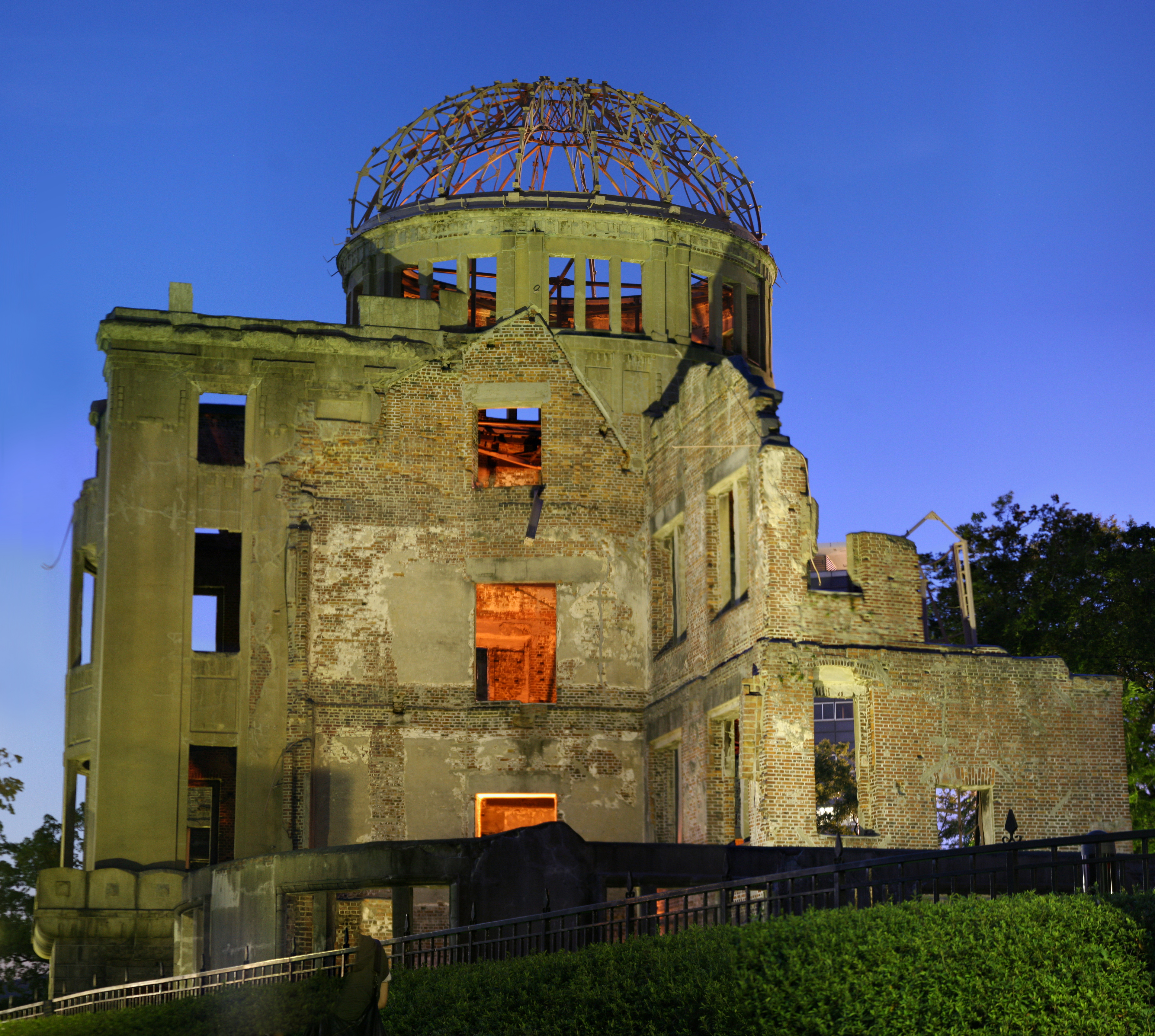
Genbaku Dome 2007
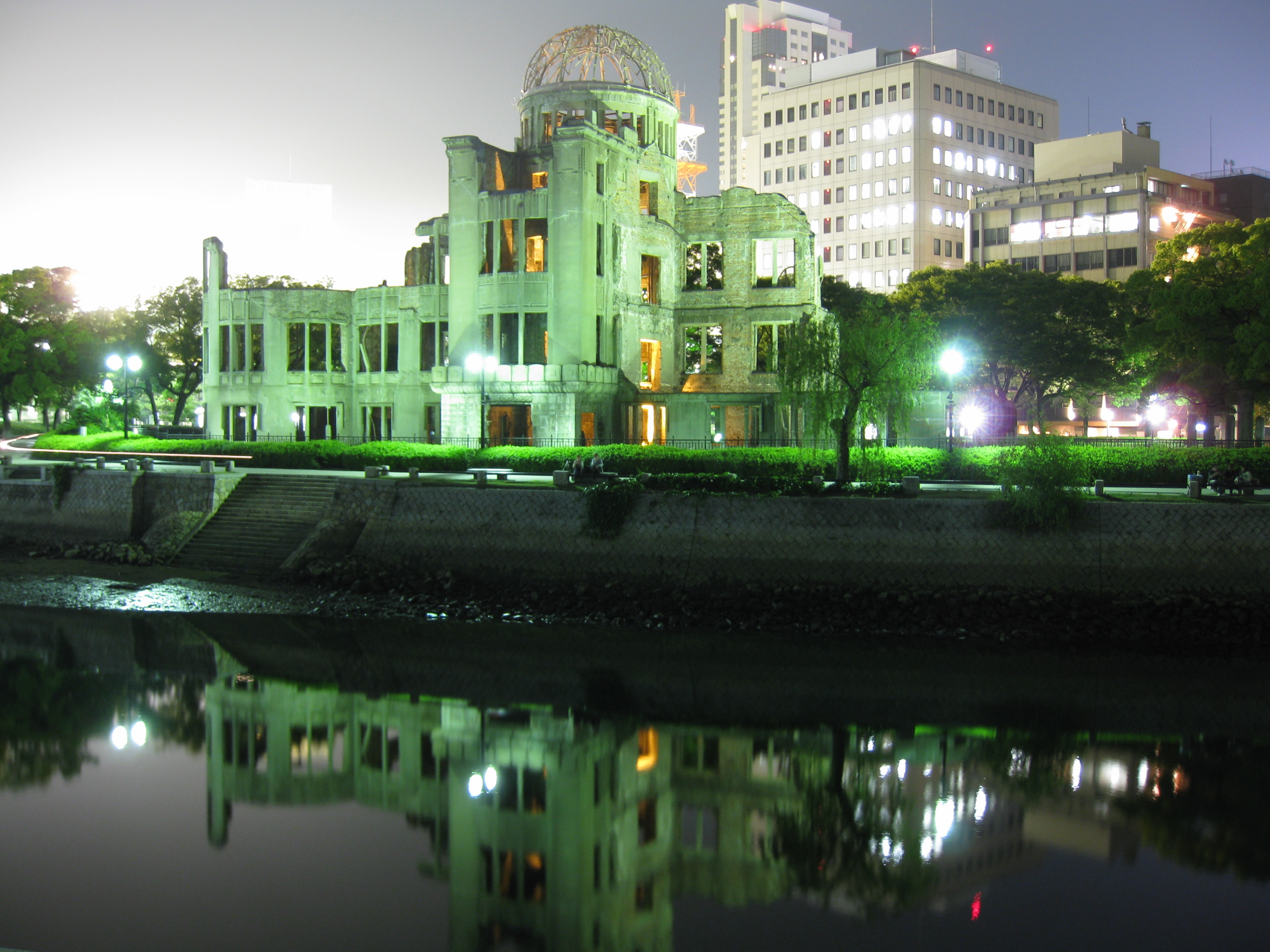
Genbaku Dome, nattbild
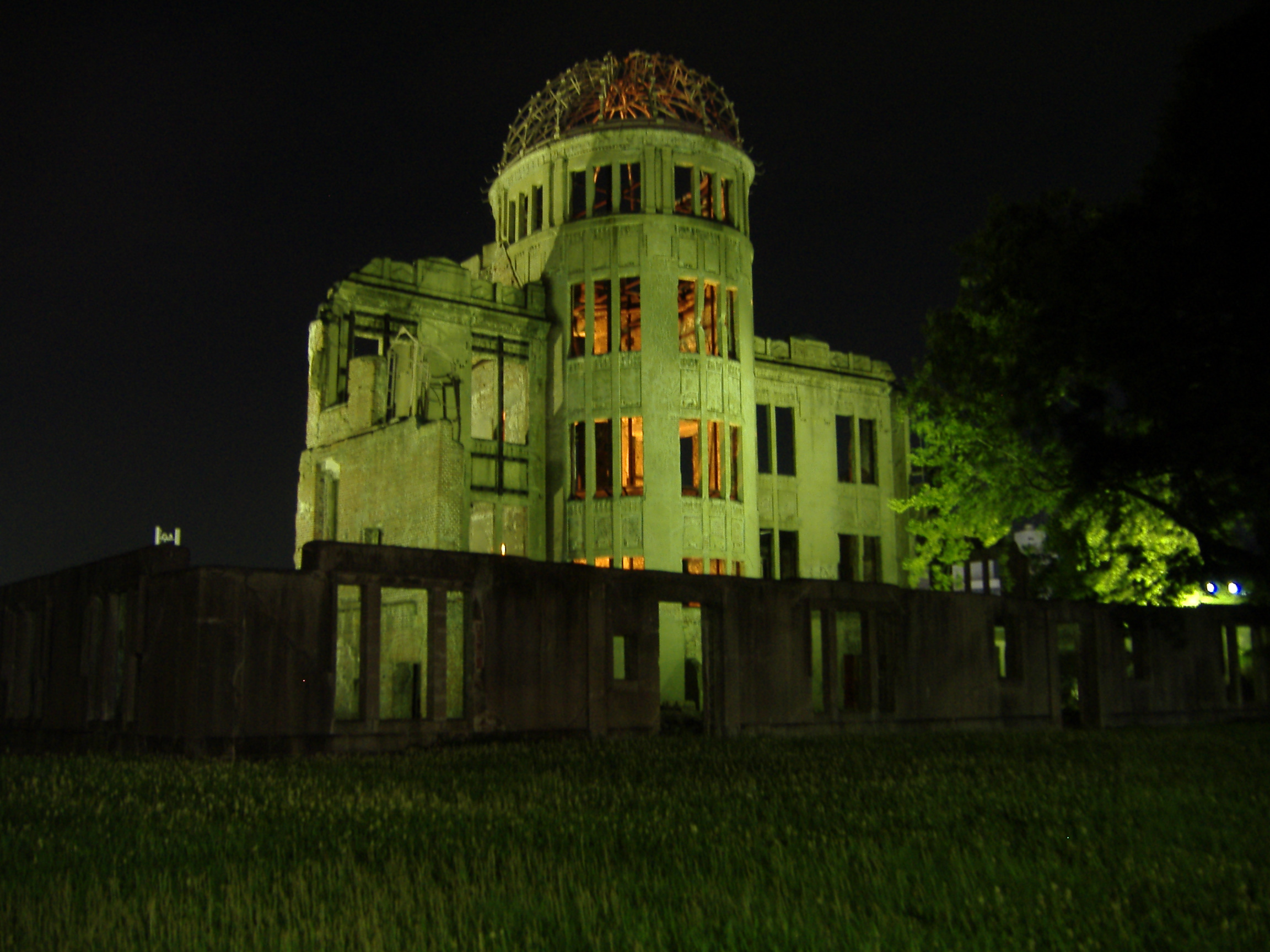
Genbaku Dome, nattbild
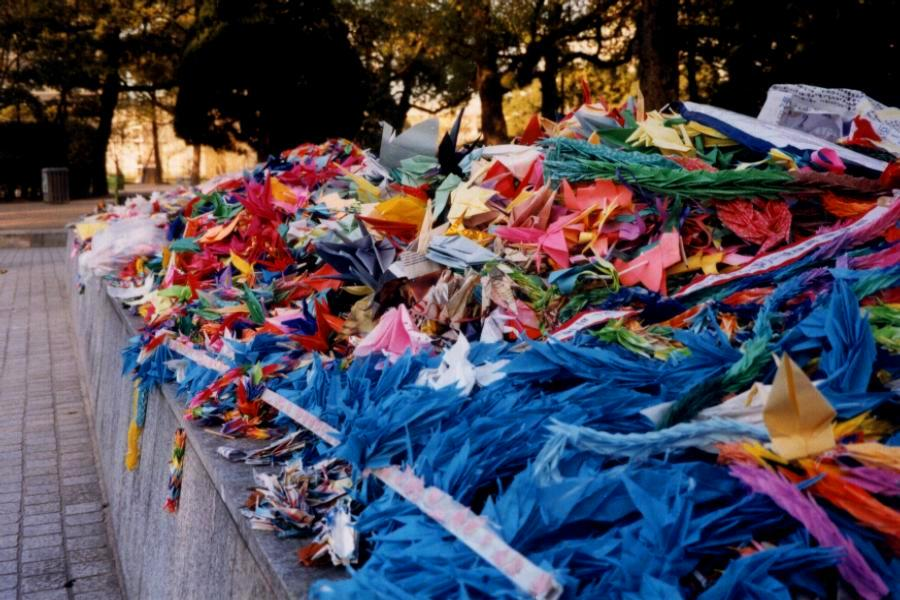
Origamitranor
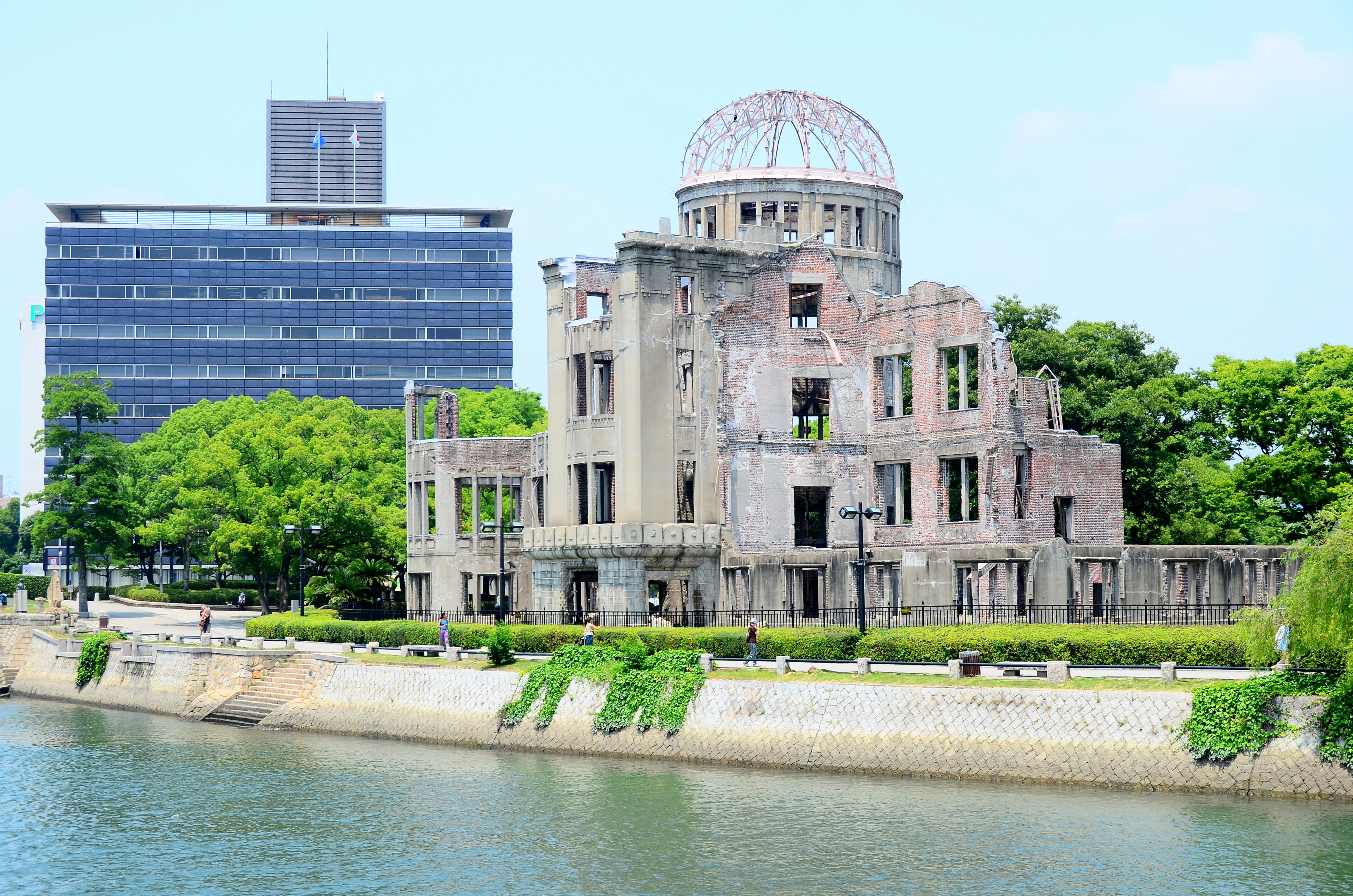
Hiroshimakupolen, sedd från minnesparken
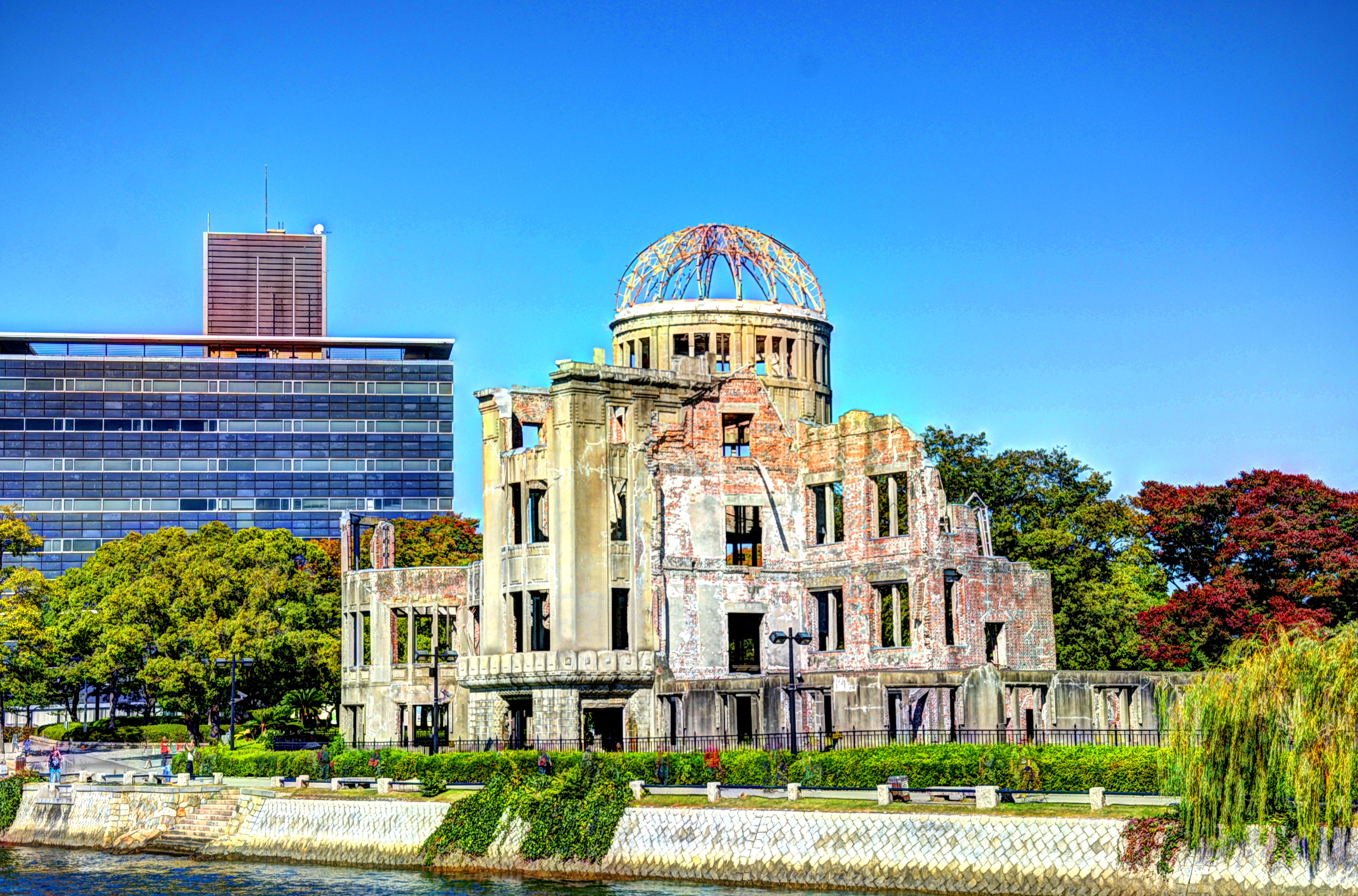
Genbaku Dome i oktober 2015
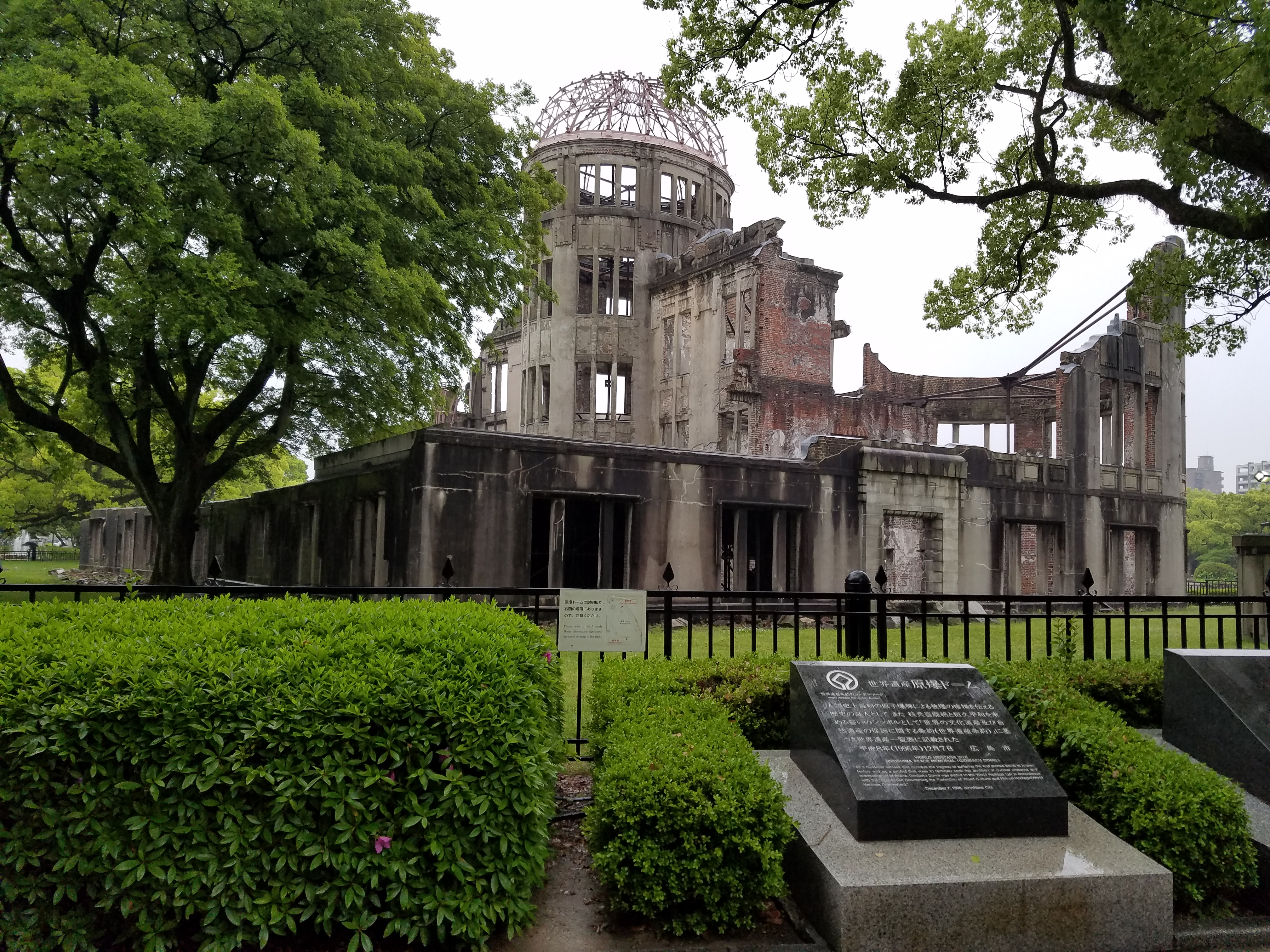
Molnig dag på våren (maj 2017)
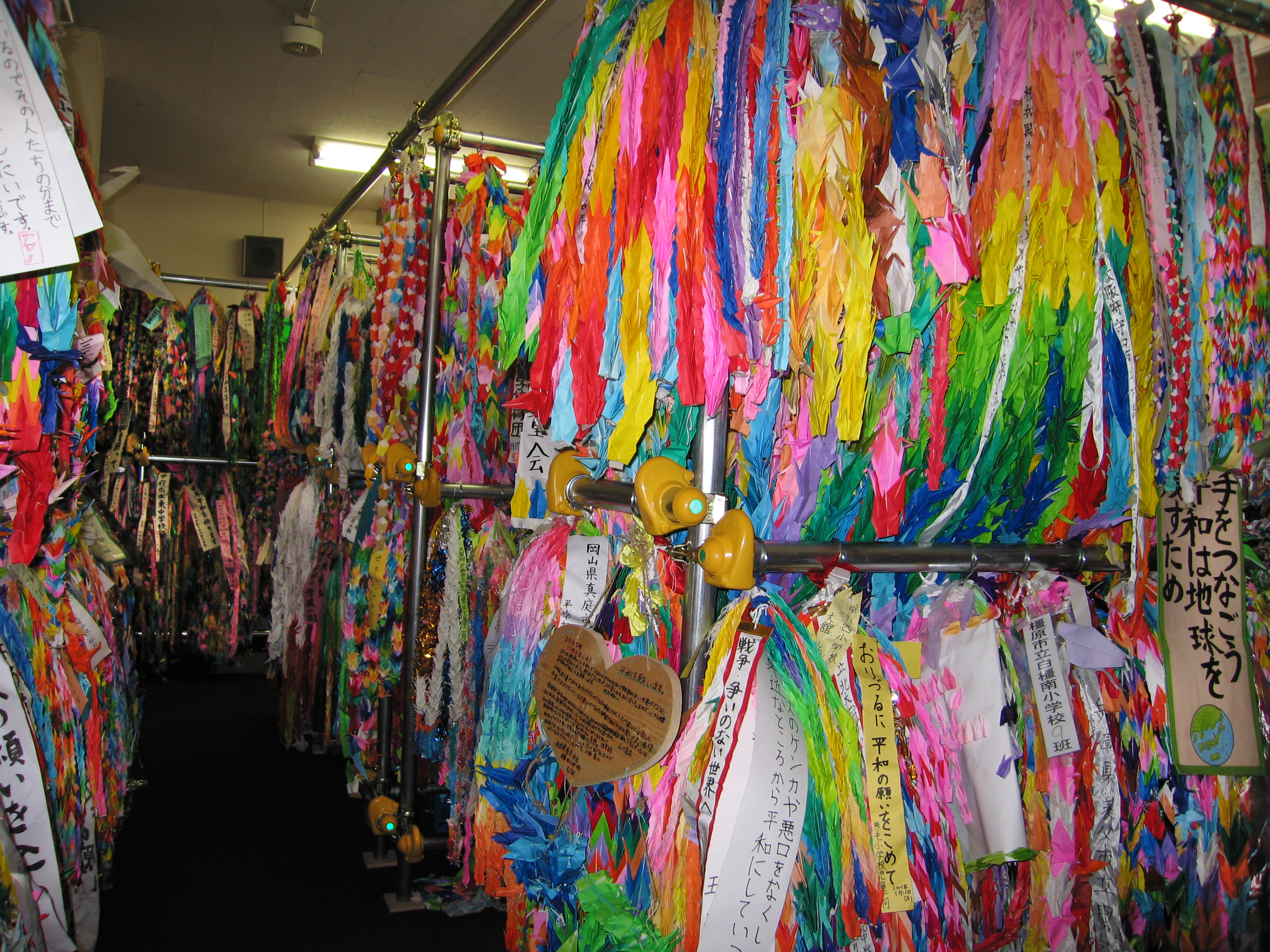
Origamitranor vid Fredsmonumentet
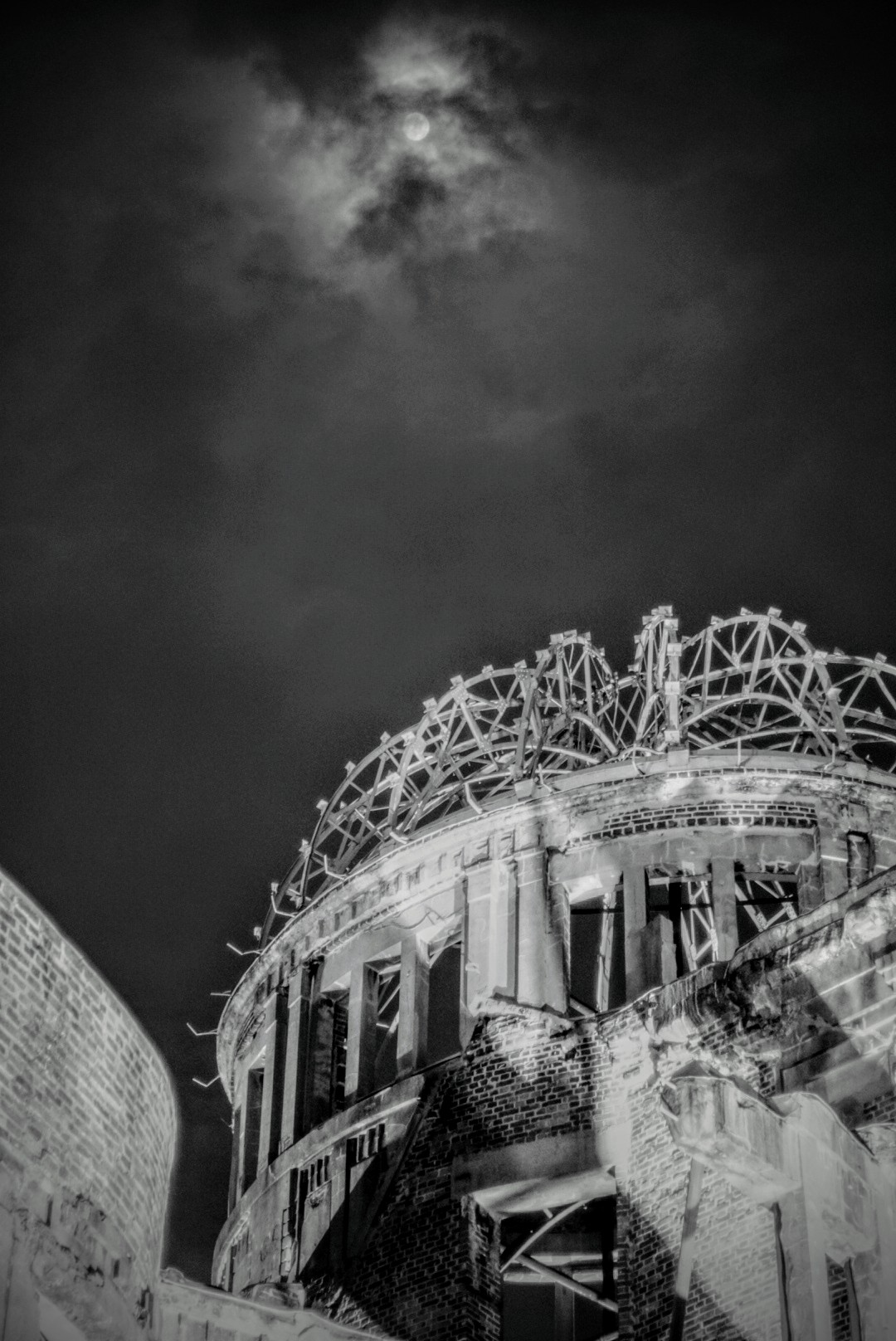
Genbaku Dome i månsken (november 2018)
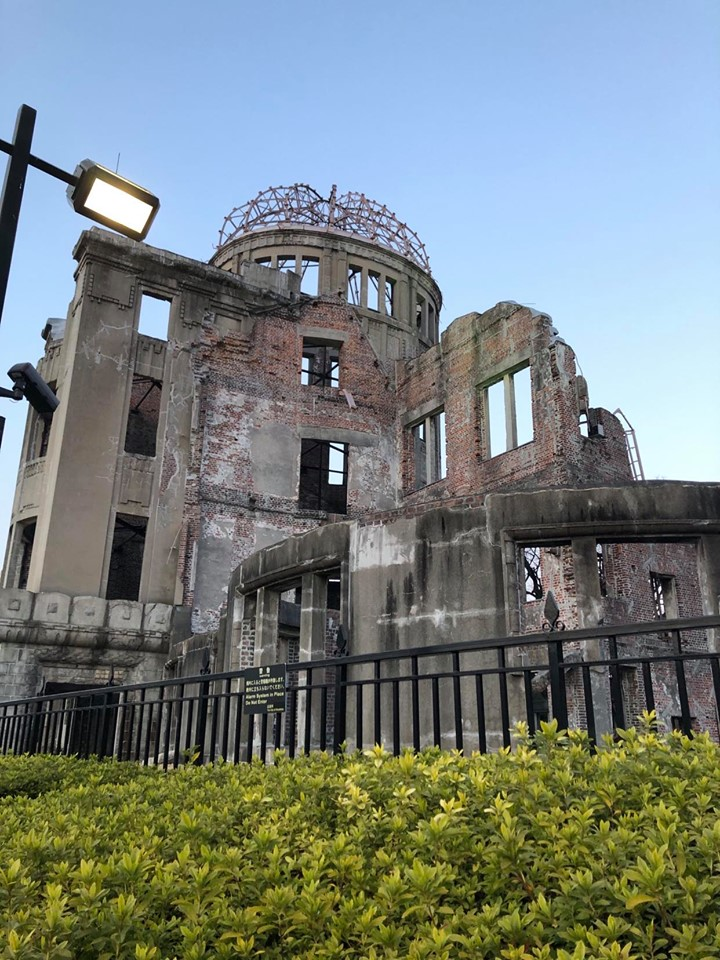
Atombombskupolen 2020, 75 år efter bombningen
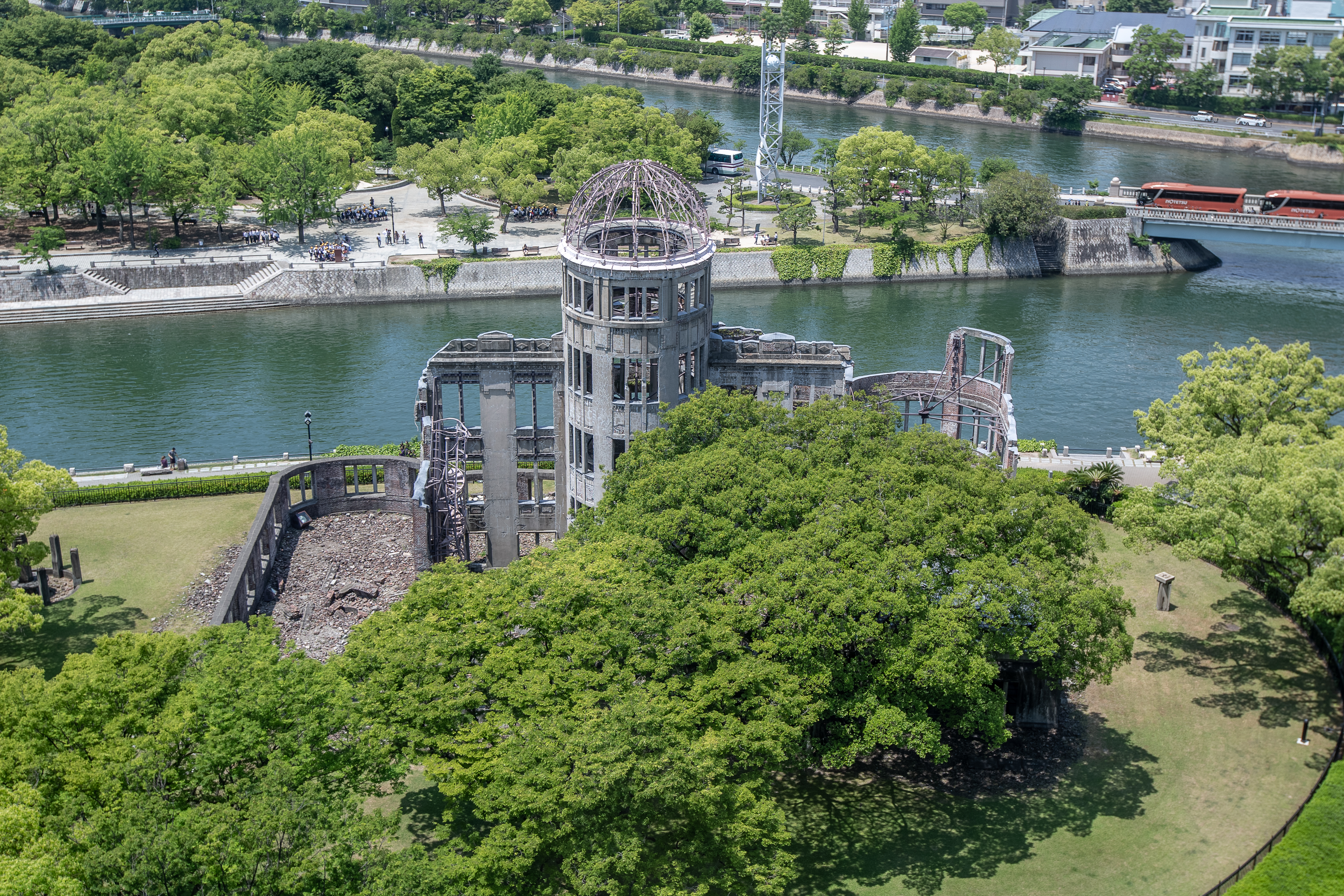
Genbaku Dome sedd från Orizuru Tower 2019
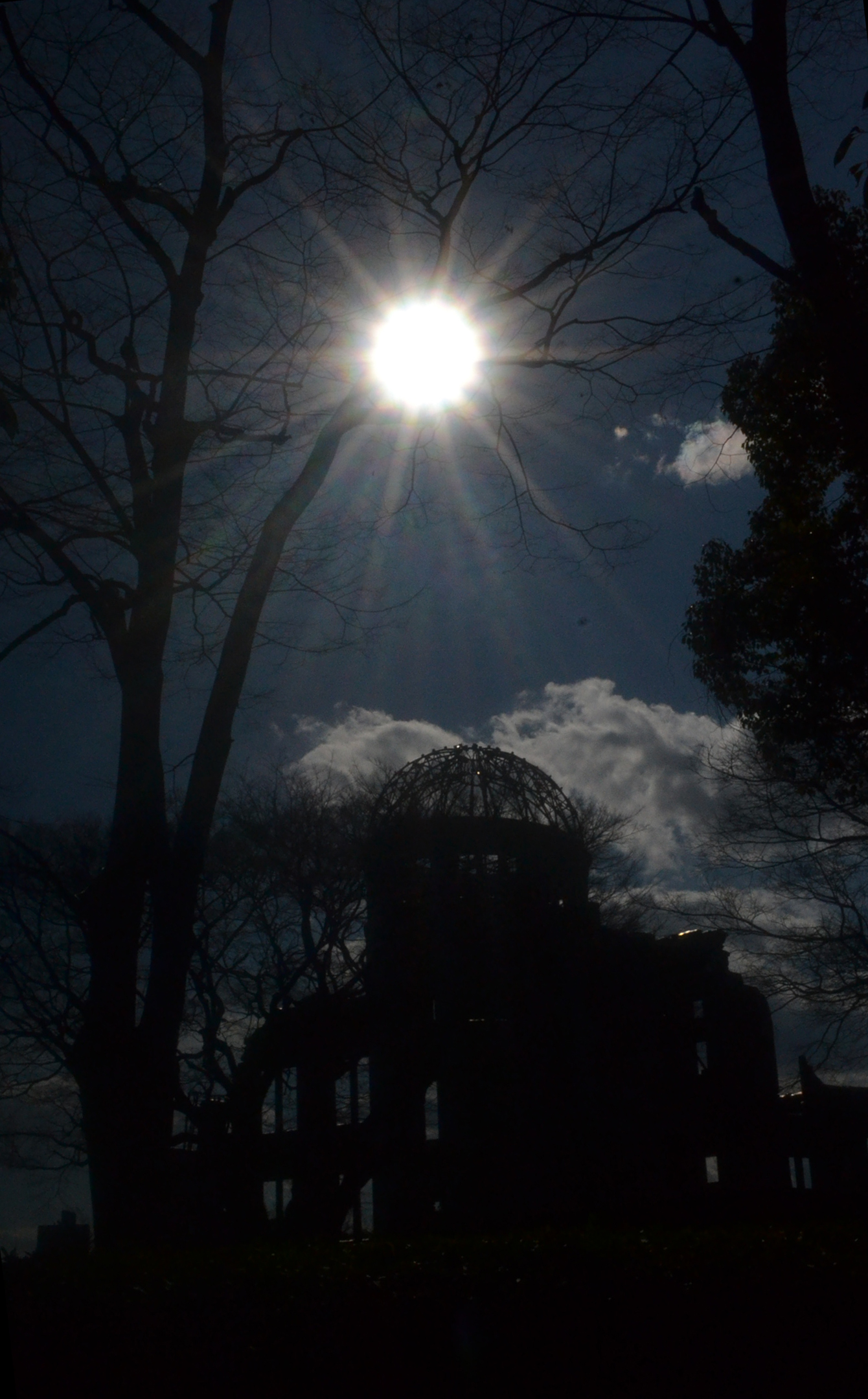
Midnattssol över Genbaku Dome, silhuett, 13 februari 2017.